# Bloedkoraal
Bloedkoraal (Corallium rubrum) is een koraalsoort uit de Middellandse Zee. Het wordt aangetroffen op een diepte van 2 tot 280 meter. De onregelmatig gevormde kolonies worden 5 tot 20 centimeter hoog. Meestal is bloedkoraal donkeroranje. Er zijn echter ook witte en zwarte exemplaren bekend.

## Leefomgeving
Bloedkoraal komt voor in het diepe water van de Middellandse Zee. Ze groeien het beste op de rotsachtige bodem van onderzeese bergen, onder richels en in en rond grotten, waar vaak sterke stromingen zijn. 

## Voortplanting
Er zijn verschillende theorieën over de voortplanting van koraal, maar dit is de meest waarschijnlijke.
Bloedkoraal bestaat uit mannelijke en vrouwelijke kolonies poliepen (dat is niet bij al het koraal). De zaadcellen van een mannelijke kolonie worden in het water losgelaten en proberen een vrouwelijke kolonie te bereiken. De bevruchte eicel ontwikkelt zich tot een larve in het lichaam van een vrouwelijke poliep. Die ontwikkeling duurt ongeveer 30 dagen. Van eind juli tot eind augustus worden de larven in het water losgelaten. De larven vestigen zich op of in de buurt van het al bestaande deel koraal en ontwikkelen zich tot een poliep. Als dat is gebeurd maken ze een kalkskeletje. Bij zachte koralen vormen de poliepen geen skeletje. Dit proces herhaalt zich en zo wordt het koraal steeds groter. 
Bloedkoraal groeit in een tempo van minder dan een centimeter per jaar, dat is erg langzaam vergeleken met andere koralen. Een bloedkoraal kan zo’n 100 jaar oud worden en is volwassen als hij 7 tot 12 jaar oud is.

## Voeding

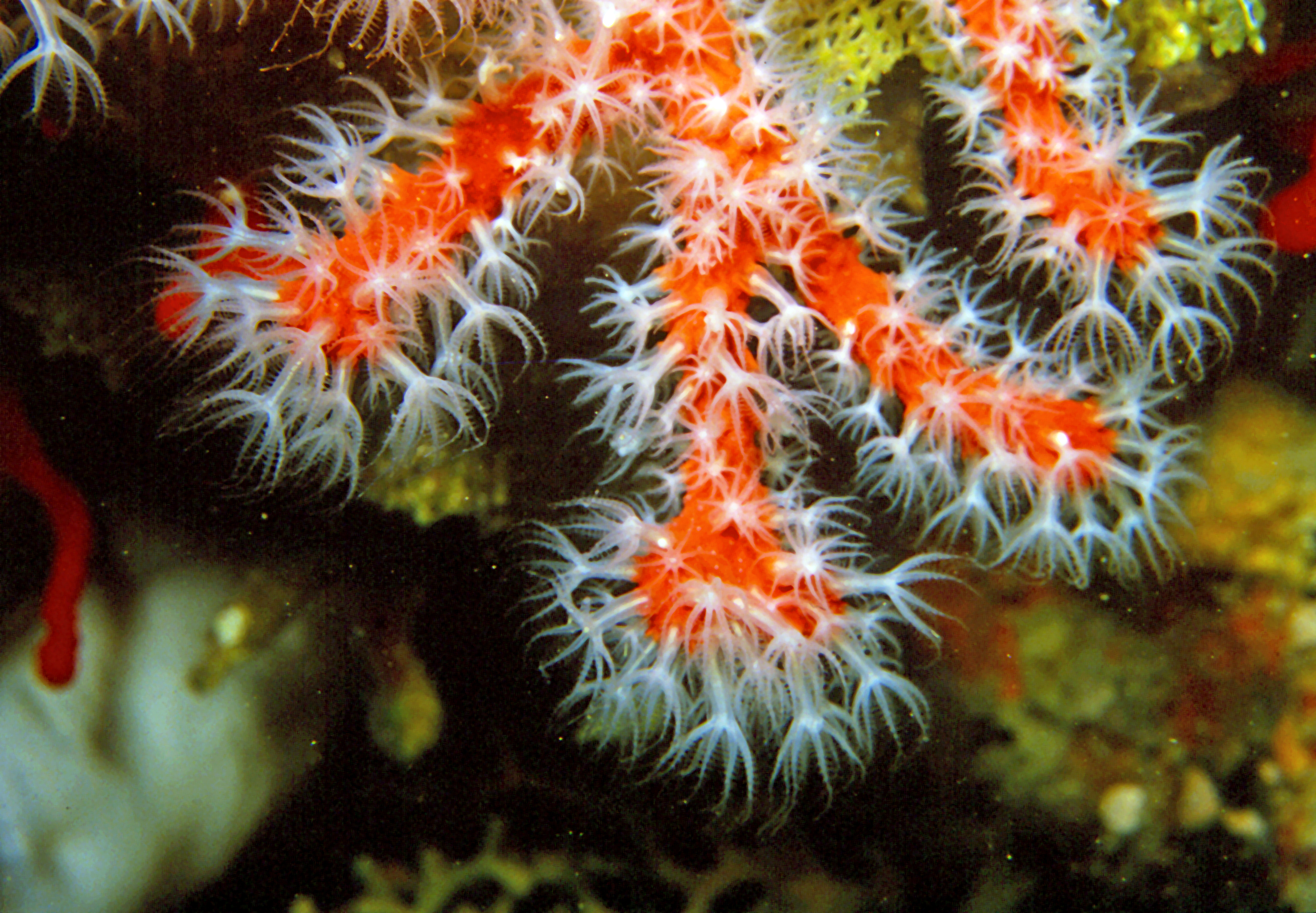
Witte poliepen van het bloedkoraal.

De meeste soorten koralen hebben algen nodig om te kunnen leven. Die algen maken met behulp van fotosynthese glucose (suiker) en zuurstof. De algen gebruiken dit voor een deel zelf, maar er blijft veel over en dat wordt gebruikt door de koraalpoliepen. De koraalpoliep neemt de stoffen op in de maag. Van de afvalstoffen en de koolstofdioxide die de koraalpoliepen uitscheiden kunnen de algen weer nieuwe glucose en zuurstof maken. Bloedkoraal ‘werkt samen’ met roodwieren en die zijn, de naam zegt het al, rood. En doordat die algen op of in de koraalpoliepen zitten, lijkt het alsof het koraal zelf die kleur heeft; het koraal zelf is echter wit, de kleur die je ziet zijn de algen.
Bloedkoraal is een van de weinige soorten koralen die ook zelf voedsel uit het water kan halen. De bloedkoraalpoliepen hebben tentakels waarmee ze heel kleine diertjes (bijvoorbeeld plankton), of een heel klein stukje van een groter dier kunnen opvangen en soms ook nog kunnen verdoven met een netelcel en via de mond naar hun maag kunnen brengen. Daar wordt het verteerd. De bloedkoralen die op deze manier aan hun voedsel komen leven dus niet samen met algen en zijn dus ook niet rood (de kleur van de algen) maar wit.

## Gebruik

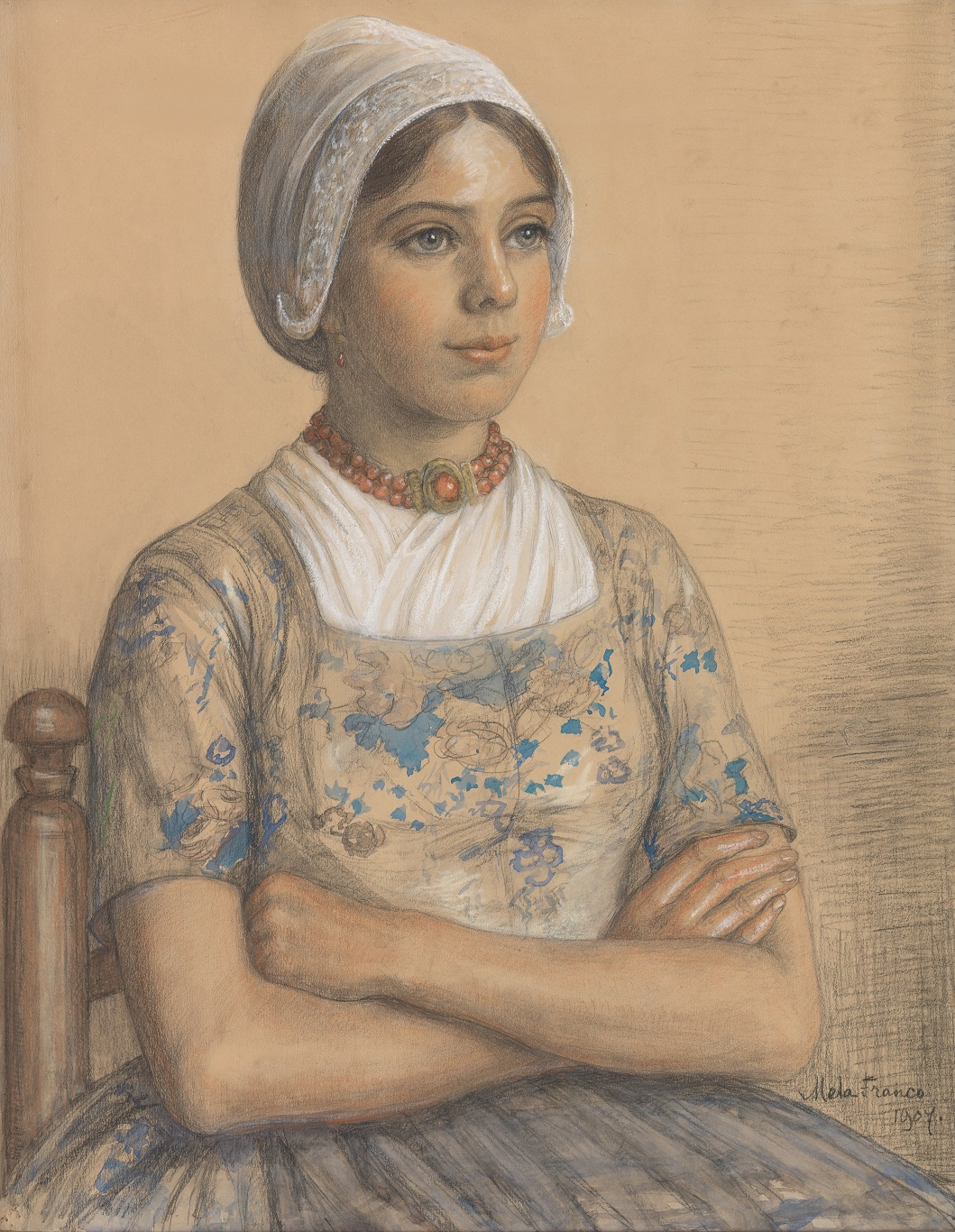
Zaanse vrouw met collier van bloedkoraal. Tekening van Meta Cohen Gosschalk

Het koraalskelet levert een grondstof voor sieraden. Zo vormen kettingen van bloedkoralen kralen een onderdeel van bijvoorbeeld de Zeeuwse klederdracht. 
Hoewel bloedkoraal op de rode lijst van de IUCN staat en import en verwerking in de meeste landen verboden is, vindt er nog steeds oogst plaats. Hier wordt actie tegen gevoerd.

## Symboliek
In de iconografie is een snoer bloedkoralen het attribuut van het gepersonifieerde Afrika.

De inwoners van het Romeinse Keizerrijk geloofden dat bloedkoraal de magische eigenschap had om het boze oog te kunnen afwenden. Ook dachten zij dat het geneeskrachtig was.

Een snoer bloedkoralen werd om de hals van een kind gehangen ter bescherming tegen kwade invloeden. Om deze reden is het ook te zien op christelijke afbeeldingen van Maria met Kind.